# ガールズワーク
『ガールズワーク』（Girl's Work）は、TYPE-MOON企画・原作による日本のWindows対応AVG企画。後に企画が変更となり、ufotable制作によるオリジナルアニメ作品として企画が再始動した。

## 概要
2008年6月、アダルトゲーム『Forest』のシナリオライターである星空めておと茗荷屋甚六の2人を中心とし、イラストレーターの帝国少年など多数のデザイナーが参加するTYPE-MOON企画・制作のWindows対応AVGゲームとして『月姫（リメイク版）』、『魔法使いの夜』と共に制作が発表された。
本作ではTYPE-MOONの新たな挑戦として、従来のTYPE-MOON作品にシナリオと原画で関わってきた奈須きのこと武内崇が監修としてのみ参加している。星空と茗荷屋を起用した経緯は『Fate/hollow ataraxia』のシナリオライター募集に2人が応募したことから。オリジナル企画を依頼された星空が起こした企画書の1つが本作となる。
当初はPCゲーム作品として企画が進行していた本作であるが、2010年12月にアニメーション制作会社ufotable、アニプレックスとの共同企画『TYPE-MOON× ufotable プロジェクト』のアニメーション企画として再始動することが発表され、キャラクター原案として漫画家の武梨えりが起用されることが明かされた。メディア変更の理由は、企画が進むうちに本作はPCゲームではなくアニメーションとして作られるのが理想だという判断に至り、2009年初頭に武内がアニプレックスのプロデューサーである岩上敦宏に相談したため。
2010年のアニメ化企画発表より新たな続報はないが、2015年10月時点ではufotable代表の近藤光が企画進行中であることを明かしている。

## あらすじ
花の都パリの夢を見ながら生きている街『新宿』。そんな街を象徴する神秘的存在で『まちのこころ』と呼ばれる少女、遊日部しるべ。彼女は街の神秘を奪うためにやってくる殺し屋や悪魔たちが巻き起こすハプニングを楽しんでいた。しかし、『新宿』が夢から覚めたとき、かけがえのない何かが失われていくことになる。

## 登場人物
遊日部しるべ（あすべ しるべ）
本作のヒロイン。中学二年生。気まぐれで毒舌、自信過剰で奔放な性格。不登校児であり、同年代の友人はいない。『新宿』の街を飛びまわり遊んでおり、ひと息でアパートの屋根の上に駆け上がれるほど身軽であるが、割り箸も折れないほどに非力である。甘いものや辛いものなど両極端な刺激物を好む。
『新宿』では聖母と呼ばれ畏怖されており、町に住む人ならぬ者たちは神秘的な存在『まちのこころ』と呼んで一目置いている。
暗闇坂じぜる（くらやみざか じぜる）
中学二年生の少女。転校生で大人しそうな外見をしているが、胸に強い情熱を秘めている。超自然的な力を秘めており、暴力団の始末屋としてしるべを狙っている。『新宿』にかけられた魔法の違和感を察知できる数少ない人物でもある。
宮本ありそ（みやもと ありそ）
高校二年生の少女。学校を中退して家出。都会暮らしに憧れて『新宿』へ上京してきた。そこでしるべに拾われ、付き人兼用心棒を務める。
泣き虫だが真面目で優しく正義を重んじており、誰にでも好かれるいい人であろうと努力しているが誘惑に弱い欠点がある。

## 用語
新宿（しんじゅく）
日本の新宿とフランスのパリをモデルとしており、二つの存在を融合させた街。『まちのこころ』の魔法によりエッフェル塔やセーヌ川、凱旋門、シャンゼリゼ通りの夢を見続けている。街に住む人々は白昼夢のフィルター越しに暮らしており、誰もがそのことに気づかないまま日常と奇跡の間を行き来している。
まちのこころ
『新宿』の街を象徴するユニークで神秘的な存在。見た目は人間の少女だが、その本質は神様、そして神様よりも悪魔に近いものである。街は『まちのこころ』の願いを映す鏡であり、少女が退屈なときには街は突然のハプニングにあふれる。

## スタッフ
- 原作：TYPE-MOON
- 脚本：星空めてお
- キャラクター原案：武梨えり
- アニメーション制作：ufotable
- 製作：アニプレックス